# تانجو ویروانی
تانجو ویروانی (به انگلیسی: Tanuj Virwani) (زاده ۲۹ نوامبر ۱۹۸۶) بازیگر و مدل هندی است.
از فیلم‌هایی که وی در آن نقش داشته‌است می‌توان به رابطه یک‌شبه و دختران تقویم اشاره کرد.